# Омельченко, Лев Евгеньевич
Лев Евгеньевич Омельченко (6 июня 1922, Жашков; согласно другим данным, родился в с. Курсавка Ставропольского края — 12 августа 2015) — советский и российский шахматист; мастер спорта СССР (1971), гроссмейстер ИКЧФ (1986).

## Биография
Родился в семье учителя.
Юность провёл в Тюмени.
Участник Великой Отечественной войны. Призван на военную службу в 1940 г. Служил под Мурманском. Окончил курсы командиров среднего звена. В 1941—1942 гг. принимал участие в боевых действиях на территории Кольского полуострова. В апреле 1942 г. во время боя за высоту Черная в окрестностях Мурманска вместе с еще несколькими бойцами совершил рейд вдоль позиций Вермахта с целью вызвать огонь на себя. Сразу по окончании рейда попал под минометный обстрел, получил тяжелые осколочные ранения обеих ног. За боевые заслуги награжден орденом Красной Звезды и орденом Отечественной войны I степени.
Окончил юридический факультет Ленинградского университета. Жил в Пятигорске. Работал народным судьей и адвокатом.
Добился значительных успехов в игре по переписке. Дважды становился чемпионом СССР, чемпионом РСФСР. В составе сборной СССР победил в двух заочных олимпиадах, также становился бронзовым призером заочной олимпиады. Участвовал в 9-м чемпионате мира по переписке. Звание гроссмейстера ИКЧФ получил за победу в мемориале К. Клара (1982—1986 гг.).

## Спортивные результаты
| Год       | Соревнование                                                        | + | − | = | Результат | Место               |
| --------- | ------------------------------------------------------------------- | - | - | - | --------- | ------------------- |
| 1966—1968 | Чемпионат РСФСР                                                     |   |   |   |           | 2—3                 |
| 1968—1970 | Чемпионат РСФСР                                                     |   |   |   |           | 1                   |
| 1969—1970 | 9-й чемпионат СССР                                                  |   |   |   | 14 из 18  | 1                   |
| 1971—1972 | 10-й чемпионат СССР                                                 |   |   |   | 15½ из 20 | 1                   |
| 1972—1976 | 7-й командный чемпионат мира по переписке (сборная СССР, 6-я доска) |   |   |   | 7 из 9    | Команда — чемпион   |
| 1977—1982 | 8-й командный чемпионат мира по переписке (сборная СССР, 6-я доска) | 5 | 0 | 7 | 8½ из 12  | Команда — чемпион   |
| 1981—1984 | 9-й чемпионат мира                                                  |   |   |   |           | 11                  |
| 1982—1986 | Мемориал К. Клара                                                   |   |   |   |           | 1                   |
| 1982—1987 | 9-й командный чемпионат мира по переписке (сборная СССР)            |   |   |   |           | Команда — 3-е место |
| 1984—1988 | Мемориал А. Аксельссона                                             |   |   |   |           |                     |
| 1991—1996 | Мемориал А. А. Алехина                                              |   |   |   |           |                     |

## Изменения рейтинга
| График не отображается по техническим причинам. Чтобы исправить это, воспроизведите график в новом формате, если это возможно. |